# المجلس القومي للشباب (مصر)
المجلس القومي للشباب هو هو مجلس حكومي مصري تم إلغاءه في أغسطس 2022، وحل محله وزارة الشباب والرياضة
تم إنشاؤه طبقاً لقرار رئيس جمهورية مصر العربية رقم 425 لسنة 2005 بتنظيم المجلس القومى للشباب وكان نصه ينشأ مجلس يسمى «المجلس القومى للشباب» ويتبع رئيس مجلس الوزراء تكون له شخصية اعتبارية عامة مستقلة ويكون مقره مدينة القاهرة الكبرى ويجوز أن ينشئ له فروعا أو مكاتب بالمحافظات.

## أهداف المجلس
1. توفير الخدمات الشبابية المناسبة في كل المحافظات.
2. غرس قيم المواطنة والانتماء.
3. توسيع مشاركة الشباب في الحياة العامة.
4. رعاية الموهوبين والمبتكرين.
5. تفعيل دور الفتاة.
6. الارتقاء بمستوى الأداء.[2]

## الهيئات الشبابية التابعة له
- مديريات الشباب
- الاتحاد العام لمراكز الشباب [4]
- مراكز التعليم المدني
- جمعية بيوت الشباب المصرية
- المعسكرات الدائمة للشباب
- المدن الشبابية
- الاتحاد العام للكشافة والمرشدات
- الاتحاد العام لشباب العمال
- جمعية الشبان المسلمين
- جمعية الشابات المسيحيات

## بعض منشآت المجلس
- مسرح وقاعات المجلس
- مركز التعليم المدني بالجزيرة
- مركز التعليم المدني بالإسكندرية
- المدينة الشبابية بالإسكندرية
- المدينة الشبابية ببورسعيد
- المدينة الشبابية بالغردقة
- مركز التعليم المدني بسوهاج.[5]

## رؤساء المجلس
- محمد الخشاب.[6]
- خالد عبد العزيز.[7]
- صفي الدين خربوش.[8]